# 天囷增十
鯨魚座93，又名BD+03 420，HD 18883、SAO 110921、HR 910，是鯨魚座的一颗恒星，视星等为5.61，位于銀經173.08，銀緯-45.39，其B1900.0坐标为赤經2h 57m 8.2s，赤緯+3° -45.39′ 31″。